# Длуге (Лодзький-Східний повіт)
Длуге (пол. Długie) — село в Польщі, у гміні Колюшки Лодзький-Східного повіту Лодзинського воєводства.
Населення — 211 осіб (2011).
У 1975-1998 роках село належало до Пйотрковського воєводства.

## Демографія
Демографічна структура станом на 31 березня 2011 року:
|          | Загалом | Допрацездатний вік | Працездатний вік | Постпрацездатний вік |
| -------- | ------- | ------------------ | ---------------- | -------------------- |
| Чоловіки | 101     | 18                 | 71               | 12                   |
| Жінки    | 110     | 20                 | 60               | 30                   |
| Разом    | 211     | 38                 | 131              | 42                   |